# Szalai József (dramaturg)
Szalai József (Budapest, 1931. május 1. –Budapest, 2024. augusztus 27.) magyar dramaturg, színigazgató.

## Életpályája
Előbb az Eötvös Loránd Tudományegyetemen tanult, majd a Színház- és Filmművészeti Főiskola dramaturg szakos hallgatója volt 1971-1974 között. 1960-tól 1964-ig a Magyar Cirkusz és Varieté Vállalat dramaturgja, 1966-tól 1975-ig a XVII. kerületi Tanács, ill. a Fővárosi Tanács színházi osztályának főelőadója volt. 1975–1982 között a Vidám Színpad igazgatója volt. 1982-ben a Szabadtéri Színpadok igazgatóságának munkatársaként szabadtéri revüket szerkesztett. 1983-tól a József Attila Színház dramaturgjaként dolgozott.